# تساناتل
تساناتل (به لاتین: Tsanatl) یک منطقهٔ مسکونی در روسیه است که در داغستان واقع شده‌است.